# آوانت
آوانت (به انگلیسی Avant Browser) مرورگر رایگانی که بر پایه هسته اینترنت اکسپلورر عمل می‌کند.
این مرورگر بر روی ویندوزهای ۲۰۰۰، ایکس پی، ویستا و ۷ قابل نصب بوده و برای عملکرد بهتر مرورگر باید اینترنت اکسپلورر ۶، ۷ یا ۸ بر روی رایانه نصب شده باشد.
بنا بر آمار پایگاه CNET تا دسامبر سال ۲۰۰۹ بیش از ۲۵ میلیون بار نسخه‌های مختلف آن دانلود شده‌است.

## قابلیت‌ها
برخی از قابلیتهای این مرورگر به شرح ذیل می‌باشد.

## ۱-مسدودکننده فایلهای فلش
این ویژگی کاربر را قادر می‌سازد تا به راحتی از بارگیری فایلهای فلش تبلیغاتی بر روی رایانه جلوگیری شود که این امر بر سرعت باز شدن صفحات اثر می‌گذارد.

## ۲-مسدودکننده صفحات Pop-Up
این قابلیت مانع از باز شدن ناگهانی صفحات تبلیغاتی که در پی بازدید از برخی سایتها روی می‌دهد است.

## ۳-ویژگیهای عملکردیموشواره
با استفاده از این وِیژگیها با کلیک دکمه میانی موشواره بر روی یک لینک در صفحه بازدیدی، صفحه مربوط به آن لینک در یک پنجره جدید بازمی‌گردد همچنین با نگه داشتن دکمه راست موشواره و فشرده هم‌زمان دکمه چپ به صفحه قبلی و با عمل عکس یعنی نگه داشتن دکمه چپ و فشردن هم‌زمان دکمه راست به صفحه بعدی هدایت می‌شود.

## ۴-پرکردن خودکار یا AutoFill
این ویژگی باعث می‌شود که پسورد سایتها ذخیره شده و تنها با یک کلیک به راحتی بتوان از آن‌ها استفاده نمود.

## ۵-حالت تمام صفحه یا Real Full Screen Mode
با فشردن کلید F12 به حالت تمام صفحه تبدیل و نوارهای بالا و پایین مرورگر ناپدید می‌شود.